# Districte de la Vallée

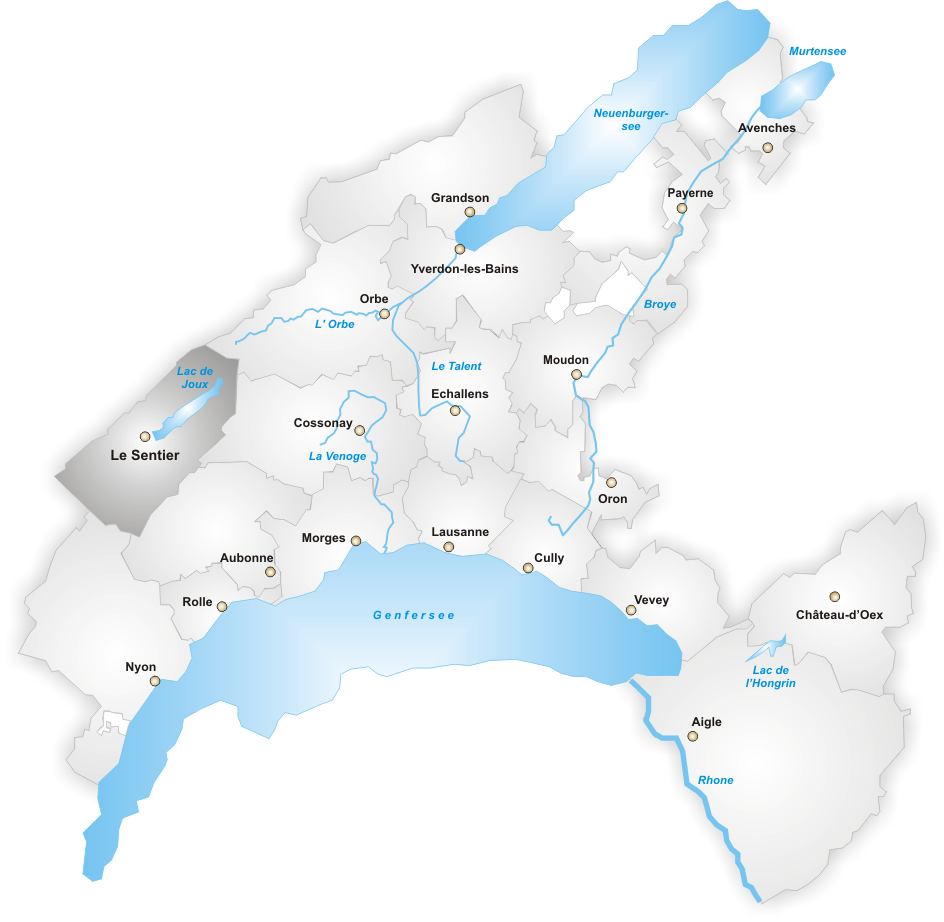
L'antic districte de La Vallée

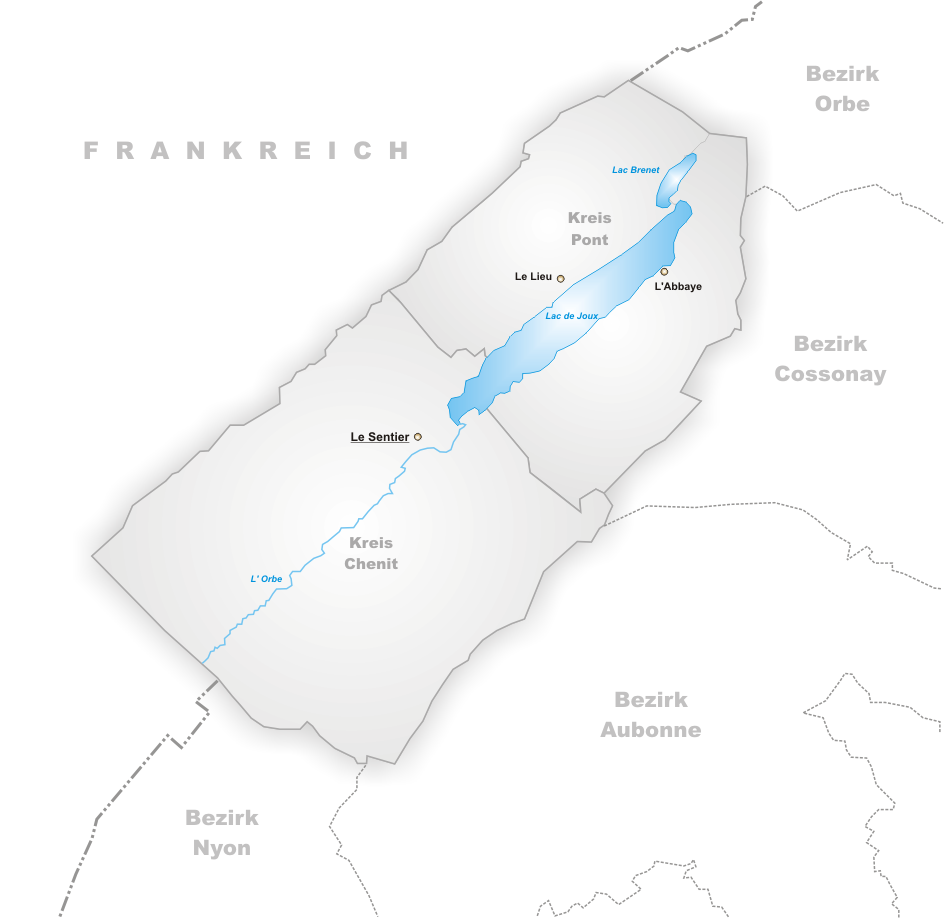
Municipis de l'antic districte de La Vallée

El districte de la Vallée és un dels antics 19 districtes del cantó suís de Vaud que va desaparèixer en la reforma del 2008. Els seus municipis van anar a parar al districte del Jura-Nord vaudois completament.

## Municipis
- Cercle du Chenit
  - Le Chenit
    - Chez-le-Maître
    - L'Orient
    - La Golisse
    - Le Brassus
    - Le Campe
    - Le Carroz
    - Le Marchairuz
    - Le Rocheray
    - Le Sentier
    - Le Solliat
    - Piguet-Dessous
    - Piguet-Dessus

- Cercle du Pont
  - L'Abbaye
    - Les Bioux
    - Le Pont

  - Le Lieu
    - Les Esserts-de-Rive
    - Le Séchey
    - Les Charbonnières